# لوه جين
لوه جين (بالصينية: 罗晋) هو مغني ومغني أوبرا وممثل صيني، ولد في 30 نوفمبر 1981 في الصين.

## أعمال

### أفلام
- (2010) بيوتيفول[5]

## وصلات خارجية
- لوه جين على موقع IMDb (الإنجليزية)
- لوه جين على موقع قاعدة بيانات الأفلام العربية
- لوه جين على موقع ألو سيني (الفرنسية)
- لوه جين على موقع ميوزك برينز (الإنجليزية)
- لوه جين على موقع أول موفي (الإنجليزية)
- لوه جين على موقع قاعدة بيانات الأفلام السويدية (السويدية)
- لوه جين على موقع قاعدة بيانات الفيلم (الإنجليزية)
- لوه جين على موقع كينوبويسك (الروسية)
- لوه جين على موقع كينوبويسك (الروسية)